# 盧卡 (卡尼夫區)
49°34′56″N 31°26′19″E / 49.58222°N 31.43861°E
盧卡（烏克蘭語：Лука）是位於烏克蘭中部的村莊，由切爾卡瑟州切爾卡瑟區的卡尼夫市鎮負責管轄。該村始建於十七世紀，面積1.84平方公里，海拔高度86米，2007年人口371，人口密度每平方公里201人。